# Rocketdyne H-1
Rocketdyne H-1 — був рідинним ракетним двигуном з потужністю горіння 205 000 фунтів тяги на РП-1 та рідкому кисні. H-1 був розроблений для використання на перших ступенях SI та S-IB ракет Сатурн-1 та Сатурн-1Б відповідно, де він використовувався в кластерах з восьми двигунів. Після програми Аполлон надлишкові двигуни H-1 були перейменовані та перероблені на двигун Rocketdyne RS-27 з першим використанням на серії Delta 2000 у 1974 році. Варіант RS-27 також використовується на Delta-II і Delta III.

## Історія
H-1 є одним із серії двигунів, розроблених на основі балістичної ракети Фау-2 часів війни. Під час війни північноамериканська авіація (NAA) отримала кілька 59 600 фунтс (264,9 кН). Двигуни V-2 для перевірки та перетворення метричних вимірювань на SAE. Для виконання цієї роботи вони сформували свій «Відділ двигунів», який пізніше став Rocketdyne.
NAA також отримала велику кількість технічної документації на двигун. Інженери, вивчаючи їх, натрапили на плани вдосконалення двигуна V-2 за допомогою нової «водоспадної» паливної форсунки. Німцям не вдалося змусити конструкцію запрацювати, і вона так і не надійшла на озброєння. Інженери NAA вирішили атакувати цю проблему та швидко знайшли рішення. Це дозволило підняти тягу конструкції до 75 000 фунтс (330 кН), а потім 78 000 фунтс (350 кН) для ракети Редстоун .
NAA також працювала над проектом крилатої ракети SM-64 Navaho, у якій використовувався той самий двигун як прискорювач для розгону ракети, щоб її прямоточні двигуни могли запалюватися. Військово-повітряні сили постійно вимагали від навахо кращих характеристик, що змусило NAA будувати більші ракети та більші прискорювачі для їх запуску. На початку 1950-х років базову конструкцію двигуна було розширено до 120 000 фунтів-сил.

### X-1

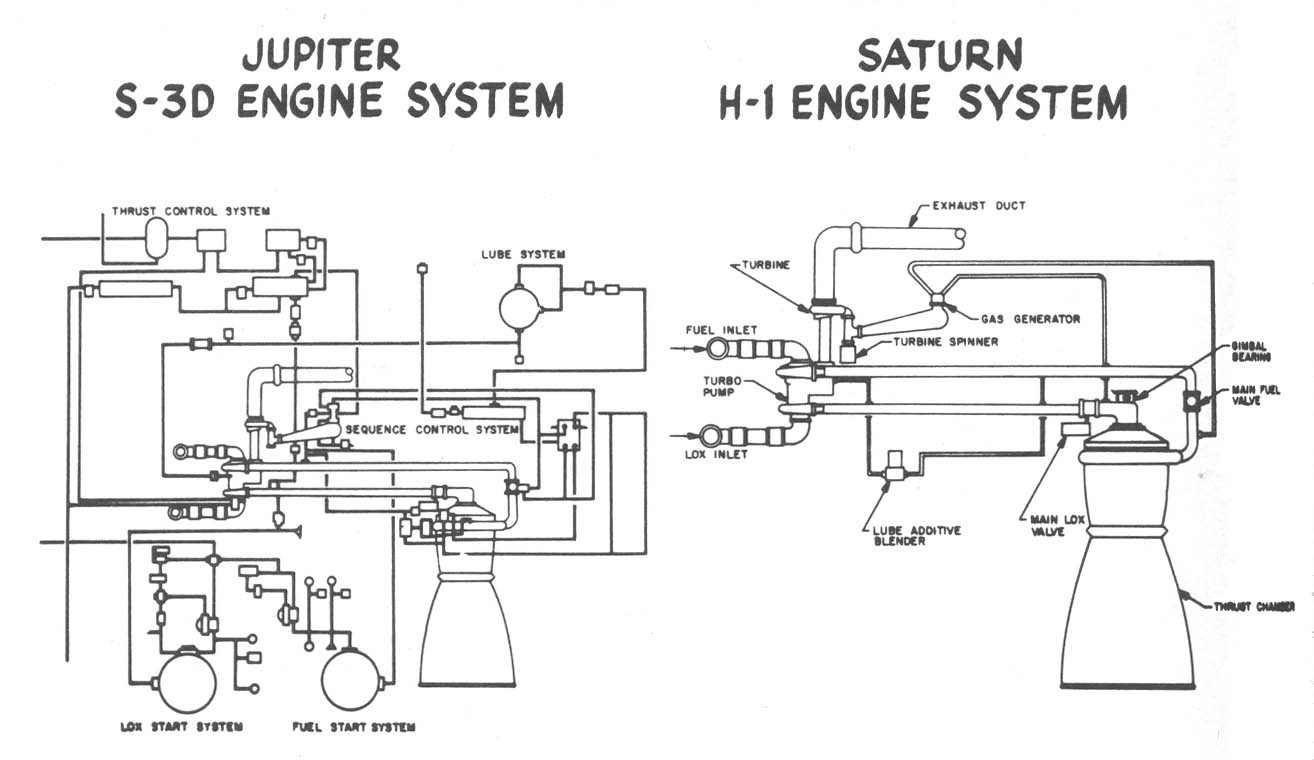
На цій діаграмі показано різке спрощення двигуна S-3D через неілюстрований X-1 до H-1 Сатурн I.

Після успішного запуску S-3D для Thor і Jupiter компанія звернула увагу на радикально оновлену версію, спочатку відому як S-3X, але пізніше стала X-1. Цей двигун замінив складну систему клапанів і всі відповідні датчики й електроніку новими клапанами, які працювали від тиску самого палива. Це означало, що складну процедуру запуску було повністю автоматизовано та відключено від самого потоку палива.

### Сатурн і H-1

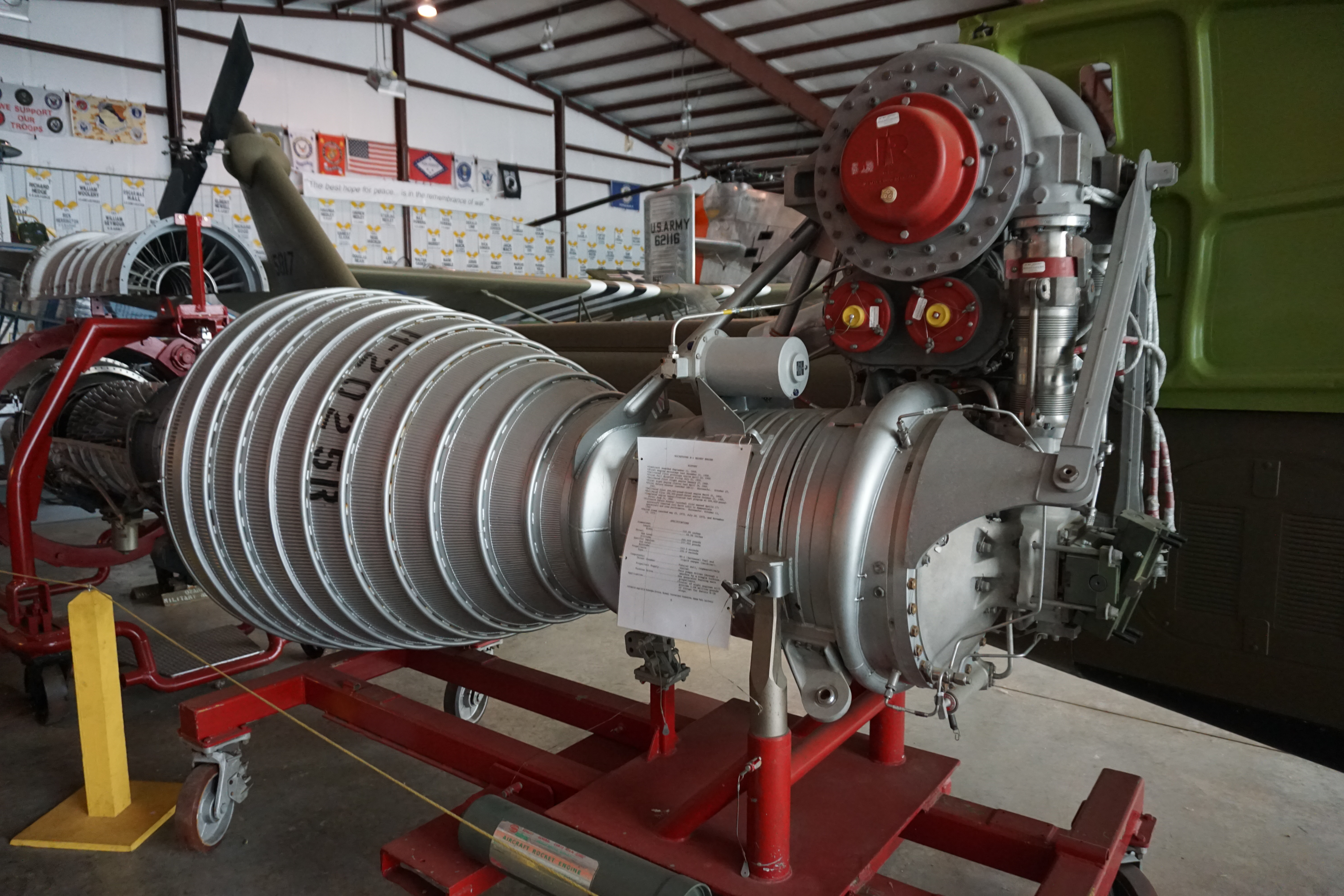
H-1 на виставці в Арканзаському авіаційно-військовому музеї у Фейетвіллі, штат Арканзас

Сатурн розпочався як паперовий проект для задоволення нових вимог Міністерства оборони США щодо важкого транспортного засобу, здатного піднімати від 10 000 до 40 000 фунтів на низьку навколоземну орбіту (LEO) або прискорюватися від 6 000 до 12 000 фунт до швидкості виходу. Існуючі пускові установки можуть бути розширені до 10 000 фунт до LEO, нижче вимог. Потрібен був новий і більший проект, і в квітні 1957 року Вернер фон Браун передав попереднє завдання на проектування Хайнц-Германну Коелле.

## Опис

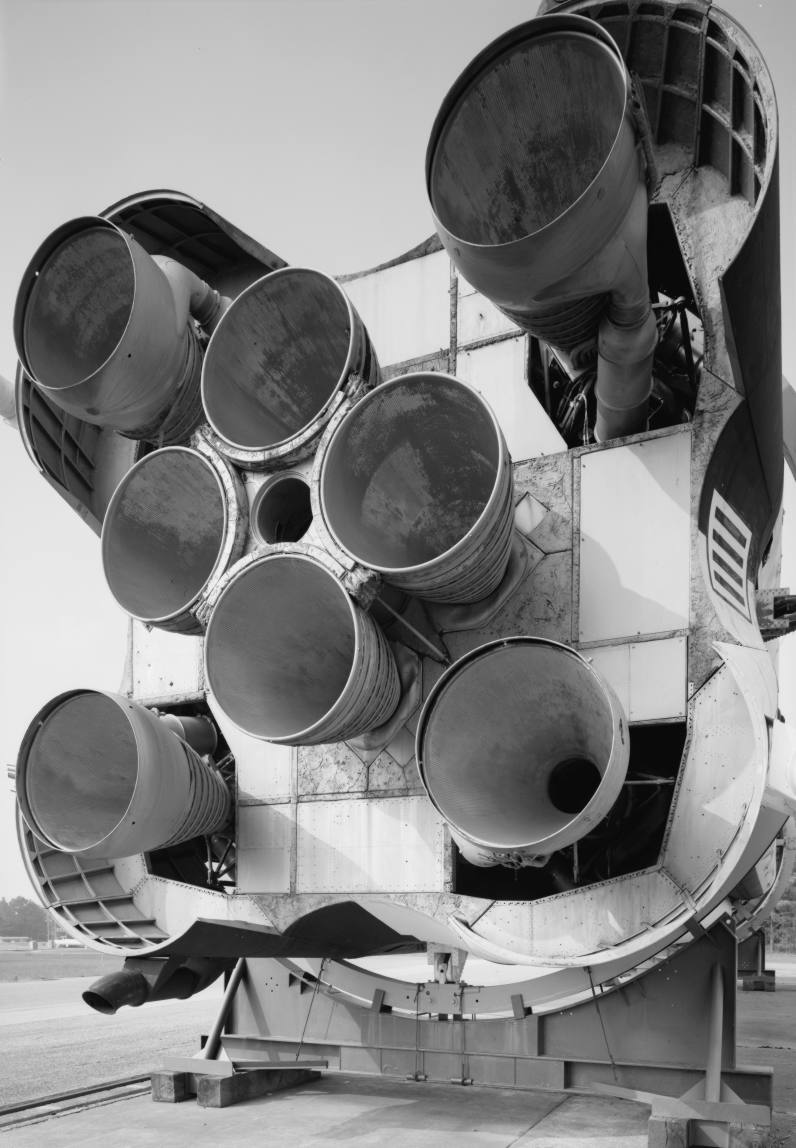
Вісім двигунів H-1 в Сатурн I

Як і всі ранні двигуни Rocketdyne, H-1 використовував водоспадний інжектор, що живився від турбонасосів, і регенеративно охолоджував двигун, використовуючи паливо двигуна. Камера згоряння була зроблена з 292 труб з нержавіючої сталі, спаяних у печі.
На відміну від двигуна J-2, який використовувався на ступені S-IVB, двигун H-1 був однозапускним. Його можна було запускати кілька разів, і двигуни зазвичай підлягали двом або більше статичним випробуванням перед місією для їх придатності до польоту, але його не можна було повторно запустити в польоті, оскільки деякі компоненти, необхідні для послідовності запуску, не можна використовувати повторно. Зокрема, турбонасоси спочатку приводилися в дію від твердопаливного газогенератора (SPGG), який, по суті, був невеликою твердотою ракетою, і її потрібно було замінювати після кожного запуску.

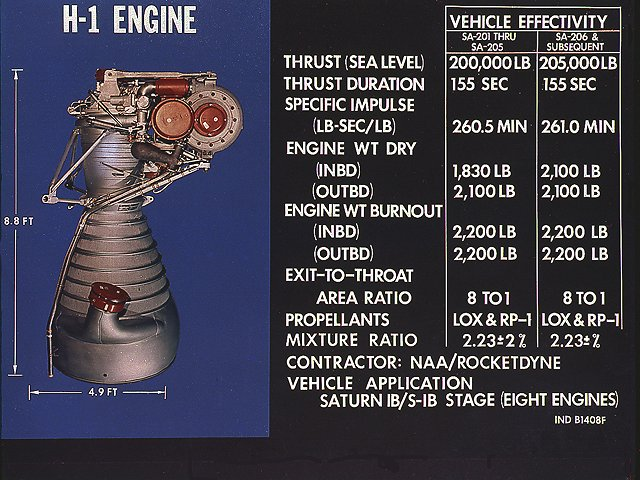
(Схема зі специфікаціями.)

## Технічні характеристики
- Підрядник: NAA/Rocketdyne
- Застосування: Сатурн-1 1 ступеня – 8 двигунів
- Застосування: Сатурн-1Б 1 ступеня – 8 двигунів